# Shannonomyia (Shannonomyia) sparsissima
Shannonomyia (Shannonomyia) sparsissima is een tweevleugelige uit de familie steltmuggen (Limoniidae). De soort komt voor in het Neotropisch gebied.